# Abdelkader El Brazi
Abdelkader El Brazi (in arabo عبد القادر البرازي ‎?; Berkane, 5 novembre 1964 – Rabat, 24 gennaio 2014) è stato un calciatore marocchino, di ruolo portiere.

## Biografia
Da tempo malato di tumore, è scomparso nel 2014 all'età di 49 anni.

## Carriera
Ha trascorso gran parte della sua carriera calcistica (10 anni circa) nel FAR Rabat.
Con la Nazionale di calcio del Marocco ha totalizzato 26 presenze ed è stato convocato per il campionato del mondo 1998 in Francia, nel quale tuttavia non fu schierato.

## Palmarès

### Club

#### Competizioni nazionali
- Coppa d'Egitto: 1

Ismaily: 1999-2000